# كأس الاتحاد الإفريقي 2003
كأس الاتحاد الأفريقي 2003 هي النسخة الثانية عشرة والأخيرة من مسابقة كأس الاتحاد الأفريقي. فاز بها نادي الرجاء الرياضي المغربي بعدما تغلب في النهائي على نادي القطن الكاميروني.
في المواسم التالية، تم دمج كأس الاتحاد الأفريقي مع كأس الكؤوس الأفريقية ليتم إنشاء كأس الكونفيدرالية الأفريقية.

## الدور الأول
| الفريق الأول               | إجم.                         | الفريق الثاني                    | مباراة الذهاب | مباراة الإياب |
| -------------------------- | ---------------------------- | -------------------------------- | ------------- | ------------- |
| سان ميشيل                  | 1-0                          | نادي أنتاناناريفو ‏               | 0-0           | 1-0           |
| غرين بافالوز               | 3-2                          | نادي إكسبريس                     | 2-1           | 1-1           |
| نادي ماشاكويني ‏            | 1-1(قانون أهداف خارج الديار) | نادي بلاك رينوز ‏                 | 1-1           | 0-0           |
| الخرطوم الوطني             | 1-3                          | نادي كيوفو سبورت                 | 1-1           | 0-2           |
| نادي البن                  | 0-1                          | نادي النصر                       | 0-0           | 0-1           |
| نادي كالوم ستار            | 0-0(ركلات جزاء ترجيحية)      | نادي سوناكو ‏                     | 0-0           | 0-0           |
| إيتوال فيلانتي واغادوغو    | 2-7                          | نادي الرجاء الرياضي              | 2-3           | 0-4           |
| نادي ليبرفيل               | 4-3                          | نادي دجوليبا                     | 3-0           | 1-3           |
| نادي أسماك القرش الأطلسية ‏ | 1-2                          | النادي الإفريقي                  | 1-0           | 0-2           |
| نادي لا مانشا ‏             | 1-2                          | شباب أبيدجان                     | 0-1           | 1-1           |
| نادي القطن                 | (ركلات جزاء ترجيحية)0-0      | نادي مارانثا ‏                    | 0-0           | 0-0           |
| نادي بريميرو دي أغوستو     | 2-2(ركلات جزاء ترجيحية)      | ماميلودي صن داونز                | 2-0           | 0-2           |
| موتيما بيمبي               | 7-1                          | نادي عصر النهضة ‏                 | 4-1           | 3-0           |
| إينوغو رينجرز              | w/o1                         | نادي مؤسسة سفينة ليبيريا للتسجيل |               |               |
| النادي الأهلي              | bye                          |                                  |               |               |
| شبيبة القبائل              | bye                          |                                  |               |               |

1انسحب نادي مؤسسة سفينة ليبيريا للتسجيل قبل الذهاب وتم حظره بعد ذلك لمدة 3 سنوات من قبل الكاف.

### مباريات الذهاب
| سان ميشيل | 0 – 0 | نادي أنتاناناريفو ‏ |
| --------- | ----- | ------------------ |
|           |       |                    |

| غرين بافالوز               | 2 – 1 | نادي إكسبريس |
| -------------------------- | ----- | ------------ |
| Fichite 74' · Mwandila 79' |       | Okello 64'   |

| نادي ماشاكويني ‏ | 1 – 1 | نادي بلاك رينوز ‏ |
| --------------- | ----- | ---------------- |
| Chavanne 88'    |       | Phiri 38'        |

| الخرطوم الوطني | 1 – 1 | نادي كيوفو سبورت |
| -------------- | ----- | ---------------- |
| Ibrahim 87'    |       | Levis 62'        |

| نادي البن | 0 – 0 | Al-Nasr |
| --------- | ----- | ------- |
|           |       |         |

| نادي كالوم ستار | 0 – 0 | نادي سوناكو ‏ |
| --------------- | ----- | ------------ |
|                 |       |              |

| إيتوال فيلانتي واغادوغو | 2 – 3 | نادي الرجاء الرياضي                    |
| ----------------------- | ----- | -------------------------------------- |
| Baga 51' · Kaboré 62'   |       | مصطفى بيضوضان 20', 22' · يوسف كوني 78' |

| نادي ليبرفيل                                 | 3 – 0 | نادي دجوليبا |
| -------------------------------------------- | ----- | ------------ |
| Kota 51' · Kossi 72' · تيودور نزوي نغيما 89' |       |              |

| نادي أسماك القرش الأطلسية ‏ | 1 – 0 | النادي الإفريقي |
| -------------------------- | ----- | --------------- |
| أبو مايغا 70'              |       |                 |

| نادي لا مانشا ‏ | 0 – 1 | شباب أبيدجان |
| -------------- | ----- | ------------ |
|                |       | Dadie 9'     |

| نادي القطن | 0 – 0 | نادي مارانثا ‏ |
| ---------- | ----- | ------------- |
|            |       |               |

| نادي بريميرو دي أغوستو         | 2 – 0 | ماميلودي صن داونز |
| ------------------------------ | ----- | ----------------- |
| Filipe 81' (ركلة.) · Lucas 90' |       |                   |

| موتيما بيمبي                             | 4 – 1 | نادي عصر النهضة ‏ |
| ---------------------------------------- | ----- | ---------------- |
| Biku 21' · Bolozi 40', 46' · Muziele 43' |       | Nka 48'          |

### مباريات الإياب
| نادي أنتاناناريفو ‏ | 0 – 1 | سان ميشيل      |
| ------------------ | ----- | -------------- |
|                    |       | Nibourette 84' |

فاز سان ميشيل 1-0 في مجموع المباراتين
| نادي إكسبريس | 1 – 1 | غرين بافالوز |
| ------------ | ----- | ------------ |
| Mwandila 35' |       | موبيرو 9'    |

فلز غرين بافالوز 3-2 في مجموع المباراتين
| نادي بلاك رينوز ‏ | 0 – 0 | نادي ماشاكويني ‏ |
| ---------------- | ----- | --------------- |
|                  |       |                 |

فاز بلاك راينوس في مجموع المباراتين بفضل الأهداف خارج الأرض
| نادي كيوفو سبورت              | 2 – 0 | الخرطوم الوطني |
| ----------------------------- | ----- | -------------- |
| Mugosha 12' · جمعة مسعودي 40' |       |                |

فاز كيوفو سبورت 3-1 في مجموع المباراتين
| Al-Nasr             | 1 – 0 | نادي البن |
| ------------------- | ----- | --------- |
| أحمد فرج المصلي 46' |       |           |

فاز النصر 1-0 في مجموع المبارتين
| نادي سوناكو ‏ | 0 – 0 5 - 4 (ركلات جزاء ترجيحية) | نادي كالوم ستار |
| ------------ | -------------------------------- | --------------- |
|              |                                  |                 |

فاز سوناكو 5-4 بركلات الترجيح
| نادي الرجاء الرياضي                                    | 4 – 0 | إيتوال فيلانتي واغادوغو |
| ------------------------------------------------------ | ----- | ----------------------- |
| هشام بوشروان 40', 49' · مصطفى بيضوضان 68' · Endene 77' |       |                         |

فاز الرجاء الرياضي بنتيجة 7-2 في مجموع المباراتين
| نادي دجوليبا                        | 3 – 1 | نادي ليبرفيل |
| ----------------------------------- | ----- | ------------ |
| Malal 3' · Tounkara 79' · Sylla 82' |       | Ive N. 89'   |

فاز نادي ليبرفيل بنتيجة 4-3 في مجموع المباراتين
| النادي الإفريقي            | 2 – 0 | نادي أسماك القرش الأطلسية ‏ |
| -------------------------- | ----- | -------------------------- |
| Ben Khaled 1' · Rhouma 32' |       |                            |

فاز النادي الأفريقي بنتيجة 2-1 في مجموع المباراتين
| شباب أبيدجان  | 1 – 1 | نادي لا مانشا ‏ |
| ------------- | ----- | -------------- |
| Mavoungou 45' |       | Gnize 54'      |

فاز شباب أبيدجان بنتيجة 2-1 في مجموع المباراتين
| نادي مارانثا ‏ | 0 – 0 2 - 4 (ركلات جزاء ترجيحية) | نادي القطن |
| ------------- | -------------------------------- | ---------- |
|               |                                  |            |

فاز نادي القطن بنتيجة 4-2 بركلات الترجيح
| ماميلودي صن داونز      | 2 – 0 9 - 8 (ركلات جزاء ترجيحية) | نادي بريميرو دي أغوستو |
| ---------------------- | -------------------------------- | ---------------------- |
| dos Santos 5' · Marumo |                                  |                        |

فاز ماميلودي صنداونز بنتيجة 9-8 بركلات الترجيح
| نادي عصر النهضة ‏ | 0 – 3 | موتيما بيمبي                        |
| ---------------- | ----- | ----------------------------------- |
| Biku 21'         |       | Muziele 27' · Embo 37' · Bokese 79' |

فاز موتيما بيمبي بنتيجة 7-1 في مجموع المباراتين

## الدور الثاني
| الفريق الأول      | إجم.                         | الفريق الثاني       | مباراة الذهاب | مباراة الإياب |
| ----------------- | ---------------------------- | ------------------- | ------------- | ------------- |
| غرين بافالوز      | 7-1                          | سان ميشيل           | 5-0           | 2-1           |
| نادي كيوفو سبورت  | 1-2                          | نادي بلاك رينوز ‏    | 1-0           | 0-2           |
| نادي سوناكو ‏      | 1-1(قانون أهداف خارج الديار) | شبيبة القبائل       | 1-1           | 0-0           |
| نادي النصر        | 1-4                          | النادي الأهلي       | 1-2           | 0-2           |
| نادي ليبرفيل      | 3-7                          | نادي الرجاء الرياضي | 2-1           | 1-6           |
| شباب أبيدجان      | 2-6                          | النادي الإفريقي     | 2-0           | 0-6           |
| ماميلودي صن داونز | 1-2                          | نادي القطن          | 1-0           | 0-2           |
| إينوغو رينجرز     | 2-1                          | موتيما بيمبي        | 2-0           | 0-1           |

### مباريات الذهاب
| غرين بافالوز                                            | 5 – 0 | نادي سان ميشيل السيشيلي |
| ------------------------------------------------------- | ----- | ----------------------- |
| كريستوفر كاتونغو 27', 37', 62', 68' · Changa Chaiwa 41' |       |                         |

| نادي كيوفو سبورت | 1 – 0 | نادي بلاك رينوز ‏ |
| ---------------- | ----- | ---------------- |
| Mugisha 55'      |       |                  |

| نادي سوناكو ‏           | 1 – 1 | شبيبة القبائل  |
| ---------------------- | ----- | -------------- |
| إبراهيم زافور 76' (og) |       | حميد برغيغ 17' |

| نادي النصر     | 1 – 2 | النادي الأهلي                         |
| -------------- | ----- | ------------------------------------- |
| El-Mtkhtri 48' |       | سيباستياو جيلبرتو 31' · حسام غالي 51' |

| نادي ليبرفيل                       | 2 – 1 | نادي الرجاء الرياضي |
| ---------------------------------- | ----- | ------------------- |
| Koto 52' · تيودور نزوي نغيما 90+1' |       | هشام بوشروان 90+5'  |

| شباب أبيدجان         | 2 – 0 | النادي الإفريقي |
| -------------------- | ----- | --------------- |
| Okpo 21' · Gnize 81' |       |                 |

| ماميلودي صن داونز | 1 – 0 | نادي القطن |
| ----------------- | ----- | ---------- |
|                   |       |            |

| إينوغو رينجرز          | 2 – 0 | موتيما بيمبي |
| ---------------------- | ----- | ------------ |
| Okereke · Otegheri 81' |       |              |

### مباريات الإياب
| نادي سان ميشيل السيشيلي | 1 – 2 | غرين بافالوز                     |
| ----------------------- | ----- | -------------------------------- |
| فيليب زيالور 5'         |       | Ngosa 28' · كريستوفر كاتونغو 38' |

فاز غرين بافالوز بنتيجة 7-1 في مجموع المباراتين
| نادي بلاك رينوز ‏          | 2 – 0 | نادي كيوفو سبورت |
| ------------------------- | ----- | ---------------- |
| Muhone 23' · Chisango 60' |       |                  |

فاز بلاك راينوس بنتيجة 2-1 في مجموع المباراتين
| شبيبة القبائل | 0 – 0 | نادي سوناكو ‏ |
| ------------- | ----- | ------------ |
|               |       |              |

فاز شبيبة القبايل بفضل الأهداف خارج الأرض
| النادي الأهلي          | 2 – 0 | Al-Nasr |
| ---------------------- | ----- | ------- |
| Fadl 6' · Moustafa 71' |       |         |

فاز الأهلي بنتيجة 4-1 في مجموع المباراتين
| نادي الرجاء الرياضي                                                                            | 6 – 1 | نادي ليبرفيل |
| ---------------------------------------------------------------------------------------------- | ----- | ------------ |
| أمين الرباطي 8' · سامي تاج الدين 16', 60' · Suliemane 47' · Aboucherouane 58' · El-Atlassi 89' |       | Matial 66'   |

فاز الرجاء الرياضي بنتيجة 7-3 في مجموع المباراتين
| النادي الإفريقي                                                                             | 6 – 0 | شباب أبيدجان |
| ------------------------------------------------------------------------------------------- | ----- | ------------ |
| برنس داي 11', 67' · خالد المولهي 29' (p) · طارق التائب 42' · رؤوف بوزيان 53' · Fathalli 64' |       |              |

فاز النادي الأفريقي 6-2 في مجموع المباراتين
| نادي القطن                  | 2 – 0 | ماميلودي صن داونز |
| --------------------------- | ----- | ----------------- |
| Soussia 34' · Nassourou 77' |       |                   |

فاز نادي القطن بنتيجة 2-1 في مجموع المباراتين
| موتيما بيمبي | 1 – 0 | إينوغو رينجرز |
| ------------ | ----- | ------------- |
| Monzua       |       |               |

فاز إينوغو رينجرز بنتيجة 1-0 في مجموع المباراتين

## ربع النهائي
| الفريق الأول     | إجم. | الفريق الثاني       | مباراة الذهاب | مباراة الإياب |
| ---------------- | ---- | ------------------- | ------------- | ------------- |
| نادي بلاك رينوز ‏ | 2-6  | نادي الرجاء الرياضي | 1-1           | 1-5           |
| إينوغو رينجرز    | 4-0  | النادي الأهلي       | 4-0           | 0-0           |
| شبيبة القبائل    | 1-2  | نادي القطن          | 0-0           | 1-2           |
| النادي الإفريقي  | 5-2  | غرين بافالوز        | 4-1           | 1-1           |

## نصف النهائي
| الفريق الأول        | إجم. | الفريق الثاني   | مباراة الذهاب | مباراة الإياب |
| ------------------- | ---- | --------------- | ------------- | ------------- |
| نادي الرجاء الرياضي | 4-3  | إينوغو رينجرز   | 4-1           | 0-2           |
| نادي القطن          | 4-2  | النادي الإفريقي | 3-0           | 1-2           |

## النهائي

### مباراة الذهاب
| نادي الرجاء الرياضي                    | 2 – 0 | نادي القطن |
| -------------------------------------- | ----- | ---------- |
| مصطفى بيضوضان 11' · محمد علي ديالو 72' |       |            |

### مباراة الإياب
| نادي القطن | 0 – 0 | نادي الرجاء الرياضي |
| ---------- | ----- | ------------------- |
|            |       |                     |

فاز الرجاء الرياضي 2-0 في مجموع المباراتين

## البطل
| كأس الاتحاد الأفريقي 2003 الرجاء الرياضي أول لقب |